# 張才
張才（英語：Chang Tsai；1916年—1994年5月4日），臺灣攝影家。出生於臺北大稻埕，青年時期受兄長張維賢影響赴日本研習攝影，活躍於1930—1950年代。1994年5月4日逝於臺北自宅。2014年入選IPA亞洲30位最具影響力攝影師。

## 生平簡介
張才1916年出生於臺北大稻埕，幼年喪父，兄長張維賢為臺灣新劇運動領袖。1934年，張才聽從張維賢建議赴日本學習攝影，學習期間受到德國「新即物主義」（Neue Sachlichkeit）啟發，發展出客觀寫實的攝影美學，青年時期被暱稱為「社會大學的畢業生」，作品反映人文精神、社會意識與文化現象等多重面向。
1936年於大稻埕創立「影心寫場」。1948年於臺北中山堂舉辦首次個展，同年新生報於淡水沙崙舉辦攝影比賽，張才獲第一名，鄧南光跟李鳴鵰同獲第二名，當時較年輕的攝影家黃則修稱三人「三劍客」。此後，張才、鄧南光跟李鳴鵰常被合稱為「攝影三劍客」或「快門三劍客」。
1950年代，張才隨臺灣大學人類學教授進行田野調查拍攝原住民，同時因個人興趣拍攝臺灣宗教慶典與酬神歌仔戲，以鏡頭捕捉原住民的生活、臺灣宗教慶典的熱鬧與戲臺下歌仔戲演員的心酸，為臺灣紀實攝影開先鋒。
1994年5月4日，張才於臺北自宅過世。2014年1月14日，IPA公布〈2014 亞洲最具影響力的 30 位攝影家〉，臺灣入選者為張照堂、張乾琦、張才。另外，張才曾於1950年代拍攝三峽宗廟慶典，留下珍貴歷史影像，2016年為張才百年誕辰，三峽成福國小攝影社遂舉辦「百年張才巧遇百年三峽」，向張才致敬。